# En la aldea
En la aldea, H. 52, és una obra per a piano a quatre mans d'Enric Granados, composta a París en 1888 —una de les poques obres del compositor per aquest format. Granados va realitzar nombrosos concerts d'obres per a dos pianos i també per a piano a quatre mans amb Edouard Risler, Joaquín Malats i altres pianistes, per la qual cosa resulta sorprenent que no compongués més obres per qualsevol d'aquests dos formats.
En la aldea és una composició de llarga durada, constituint una excepció pel que fa a les obres de joventut del mestre; és la més extensa composició de les incloses en l'Álbum de Melodías, Paris, 1888, escrit durant l'estada de Granados a París en 1888.

## Moviments
En la aldea s'estructura en dues parts,
- Primera part:

1. Salida del sol
2. Maitines
3. El cortejo (marxa nupcial)
4. La oración
5. Regreso (marxa nupcial)
6. Canto recitado (recitat)

- Segona part:

1. La siesta
2. Danza pastoril
3. Final